# Sello del vicepresidente de los Estados Unidos
El sello del vicepresidente de los Estados Unidos se utiliza para marcar la correspondencia del vicepresidente a otros miembros del Gobierno, y también se utiliza como símbolo de la Vicepresidencia. El diseño central, basado directamente en el sello del presidente de los Estados Unidos (e indirectamente en el Gran Sello de los Estados Unidos), es el escudo oficial de la Vicepresidencia de los Estados Unidos y también aparece en la bandera vicepresidencial.
Prácticamente no hay registros de los primeros sellos vicepresidenciales, pero había versiones en uso ya en 1846 y es posible que los hubiese también antes. No hubo una definición oficial de un sello del vicepresidente hasta 1948, y la versión actual data de 1975 cuando fue rediseñado bajo el mandato del presidente Gerald Ford.

## Diseño y simbolismo
El sello actual está definido en la orden ejecutiva 11884, emitida por el presidente Gerald Ford el 7 de octubre de 1975. Dice:

ESCUDO: Palado de trece piezas de plata y gules, un jefe de azur; sobre el pecho de un águila americana que sostiene en su garra diestra una rama de olivo propiamente dicha y en su siniestra un manojo de trece flechas grises, y en su pico un pergamino gris con la inscripción "E PLURIBUS UNUM" de sable. 
CIMERA: Detrás y por encima del águila una gloria radiante, en la que aparece un arco de trece nubes de color gris, y una constelación de trece estrellas grises.

El sello del vicepresidente de los Estados Unidos consistirá en el escudo de armas rodeado por las palabras "Vicepresidente de los Estados Unidos".

El blasón (diseño escrito) es exactamente igual que el del sello del presidente de los Estados Unidos, excepto que no hay un anillo de estrellas circundante, y cuatro de los elementos (las nubes y las estrellas sobre la cabeza del águila, el pergamino y las flechas) están específicamente coloreados en gris para diferenciarlos. Obviamente, las leyendas que rodean los sellos también son diferentes. Los dibujos lineales oficiales también son prácticamente idénticos; la diferencia más notable es que la pluma central de la cola es ligeramente más corta en la versión vicepresidencial, lo que quizás fue involuntario. Las principales diferencias se observan en las impresiones en color; el fondo del sello vicepresidencial es blanco mientras que el sello presidencial usa azul oscuro, y el jefe (tercio superior) del escudo suele ser azul oscuro en el sello vicepresidencial, mientras que el sello presidencial  usa azul claro. Debido a que el escudo de armas del vicepresidente no tiene un anillo de estrellas a su alrededor, los otros elementos se hacen relativamente más grandes para llenar el espacio, por lo que cuando se coloca uno al lado del otro, el águila en el sello del vicepresidente es notablemente más grande que su escudo presidencial. contraparte.
A su vez, los diseños escritos de los escudos de armas presidenciales y vicepresidenciales también son esencialmente los mismos que los del anverso del Gran Sello de los Estados Unidos tal como se definió en 1782, aunque con una disposición diferente de las estrellas. nubes y gloria de lo que normalmente se ve en las versiones modernas del Gran Sello. Asimismo, el simbolismo sigue el del Gran Sello:
- Las franjas en el escudo representan los trece estados originales, unificados bajo y apoyando al jefe. El lema (que significa "De muchos, uno") alude al mismo concepto.
- El arco de trece nubes y las trece estrellas también se refieren a los trece estados originales.
- La rama de olivo y las flechas denotan los poderes de la paz y la guerra.

## Usos del sello
Estrictamente hablando, el troquel de latón de la oficina del vicepresidente es el único sello real del vicepresidente y se utiliza para marcar documentos oficiales y correspondencia con impresiones de cera. Tiene 1+3/4 plg (4,4 cm) de diámetro. Otras versiones son técnicamente "facsímiles"; la Oficina de Grabado e Impresión tiene varios otros troqueles que se utilizan para imprimir el sello o escudo de armas en papelería, invitaciones y similares según lo solicite el vicepresidente.
Otras versiones del sello se utilizan a menudo como símbolo visual para representar al vicepresidente y se ven con mayor frecuencia en atriles cuando pronuncian un discurso y en los costados de los transportes presidenciales como Air Force Two,  Marine Two, y limusinas. El escudo de armas, sin la inscripción circundante, se utiliza en la insignia de servicio vicepresidencial y en la bandera del vicepresidente de los Estados Unidos.

### Uso regulado
En general, el uso comercial del sello está prohibido por 18 USC 713 del Código de Estados Unidos, y definido con más detalle por las órdenes ejecutivas 11916 y 11649, los mismos estatutos que protegen el sello del presidente de los Estados Unidos Estados.

## Historia
La historia temprana del sello del vicepresidente sigue siendo oscura, ya que los historiadores de sigilografía lo han ignorado en gran medida y prácticamente no hay información sobre su uso temprano. Al igual que el sello presidencial, el uso principal parece haber sido sellar los sobres para la correspondencia del vicepresidente, y los sobres presumiblemente se descartaron incluso si se conservaba la correspondencia, por lo que quedan pocos registros.

### Sellos tempranos

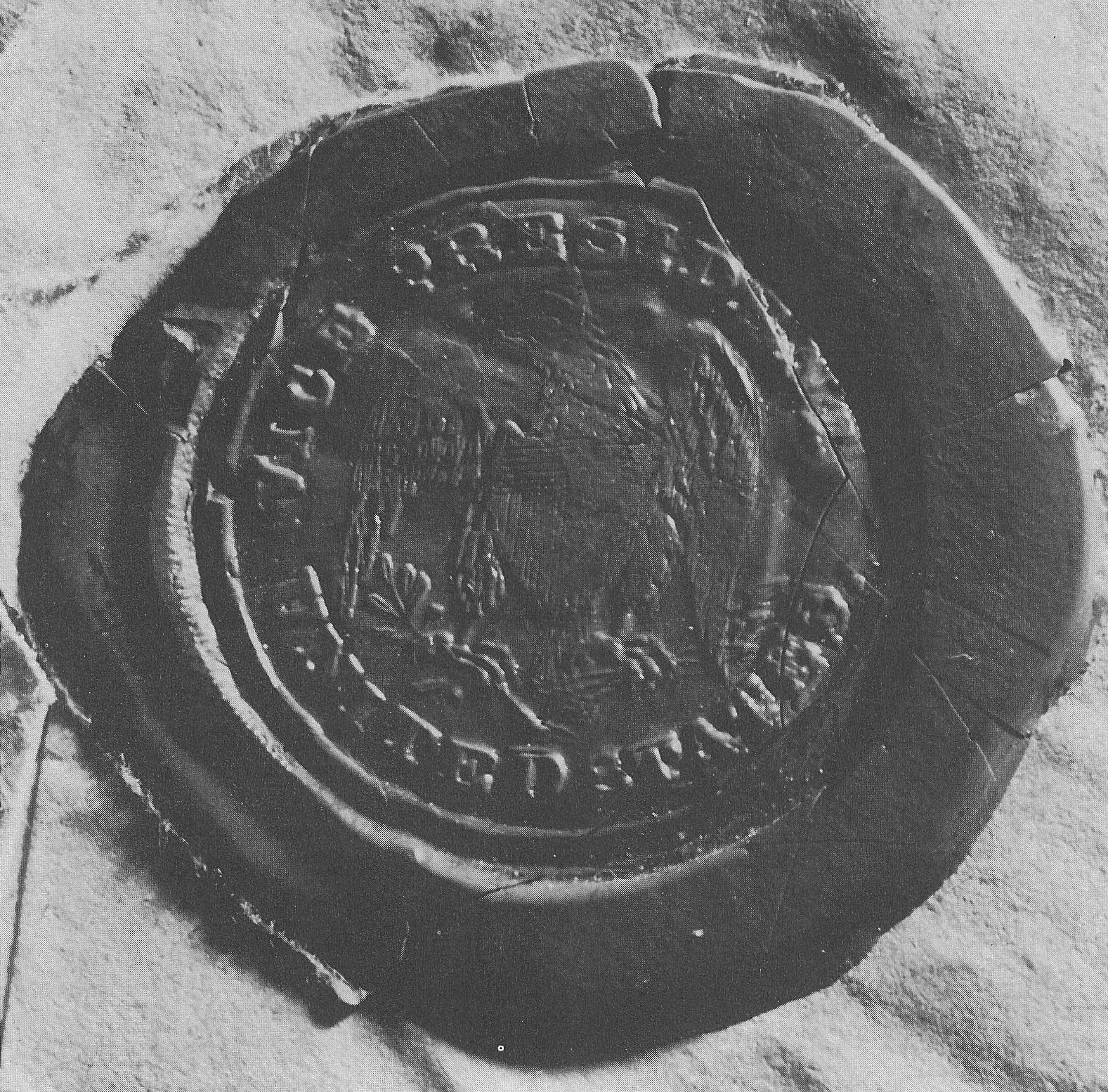
Impresión de 1850 del sello del vicepresidente

La primera referencia conocida a un sello vicepresidencial fue en una carta del 6 de noviembre de 1846 del secretario jefe del Senado de los Estados Unidos, William Hickey, a un grabador de sellos de Maryland, llamado Edward Stabler, (que había hecho muchos sellos para el Gobierno, y haría uno para el presidente unos años más tarde. La carta también indica que el sello vicepresidente no era nuevo en ese momento.
Sólo se ha encontrado una impresión de uno de los primeros sellos vicepresidentes, la del sobre de una carta del 26 de enero de 1850 del vicepresidente Millard Fillmore al presidente del Comité Senatorial de Oficinas de Correos y Carreteras Postales sobre el nombramiento de un administrador de correos. El sello era de cera roja y aproximadamente del tamaño de un nickel (que es 2,1 cm). El diseño central es básicamente una versión del escudo de armas nacional, el Gran Sello de los Estados Unidos; muestra un águila con las alas "desplegadas e invertidas" (es decir, con las puntas de las alas apuntando hacia abajo), con la cabeza girada hacia diestra (por derecho propio). En su garra derecha hay una rama de olivo, y en la izquierda sostiene seis flechas (al igual que el molde del gran sello de 1841, dibujado incorrectamente). El escudo tiene el habitual jefe azul y trece franjas blancas y rojas. En la parte superior está la leyenda VICEPRESIDENTE, y en la parte inferior tiene ESTADOS UNIDOS.
No se conoce ninguna otra impresión de un sello vicepresidente antes de la versión de 1948.

### Sello de 1948

Sello vicepresidencial de 1948

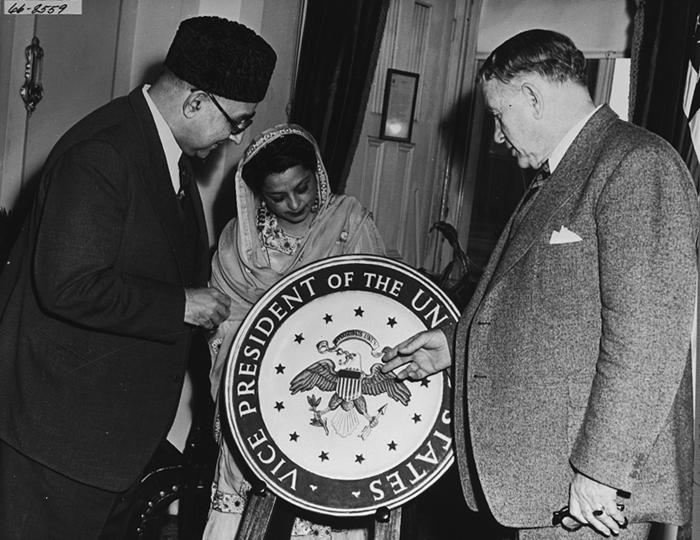
El vicepresidente Alben W. Barkley muestra el sello al primer ministro de Pakistán, Liaquat Ali Kan, y a su esposa, Begum Ra'ana Liaquat Ali Kan.

El sello y la bandera del presidente de los Estados Unidos fueron rediseñados en 1945, y dado que la bandera del vicepresidente en ese momento era una variación con el color invertido de la bandera presidencial, se señaló que el sello y la bandera vicepresidencial también deberían ser rediseñados. Dado que aplicar el concepto anterior de color invertido al sello también daría como resultado que el diseño fuera demasiado indistinguible de la versión del presidente, en agosto de 1945 Truman pidió a la sección heráldica de la Oficina del Intendente General del Ejército que "preparara varios bocetos". por una nueva bandera vicepresidencial. Sin embargo, dado que la Vicepresidencia estaba vacante en ese momento, no había necesidad de un cambio inmediato.
En 1948, se elegiría un nuevo vicepresidente, y durante el otoño se preparó una orden ejecutiva para prescribir el nuevo sello y bandera para el cargo. Se sugirió retrasar la orden hasta después de las elecciones, por lo que el presidente Truman emitió la orden ejecutiva 10016 el 10 de noviembre de 1948, que definió oficialmente el sello vicepresidencial por primera vez (la orden ejecutiva 7285 de 1936 había definido una bandera vicepresidencial, pero no el sello).
El diseño seguía siendo una variación del escudo de armas de Estados Unidos y, por tanto, del sello presidencial, pero se hizo para que fuera claramente diferente. Si bien el escudo es el mismo, las alas del águila están más extendidas, con las puntas de las alas apuntando ligeramente hacia abajo ("invertidas", en términos heráldicos). La garra derecha del águila sostiene una rama de olivo, aunque con menos hojas y bayas que la representación utilizada en el sello presidencial de 1945, y la garra izquierda sostiene una sola flecha (en lugar de las 13 especificadas tanto en el sello presidencial como en el Gran Sello). Mientras que el sello presidencial de 1945 agregó un anillo de 48 estrellas alrededor del águila (que representa los estados), se agregó un anillo de 13 estrellas (que representa las 13 colonias originales) al sello vicepresidencial de 1948. El diseño tiene cierto parecido con el sello conocido de 1850, pero no hay evidencia de que el diseñador de 1948 tuviera conocimiento de la versión anterior. Los dibujos reales de la orden ejecutiva fueron preparados por Miss Elizabeth. Will, de la sección heráldica de la Intendencia General, Departamento del Ejército.
La Oficina de Grabado e Impresión no completó el juego completo de troqueles de sello hasta 1952, y se realizó un reemplazo en 1969. De manera similar a la situación con el sello del presidente, había varios troqueles de sello. El troquel oficial es de latón y está sujeto a un mango, y lo utiliza la oficina del vicepresidente para pegar impresiones de cera en la correspondencia y los documentos oficiales. 
Este sello entró en vigor cuando Alben W. Barkley asumió como vicepresidente el 20 de enero de 1949 y permaneció en uso durante casi 27 años.

### Sello de 1975

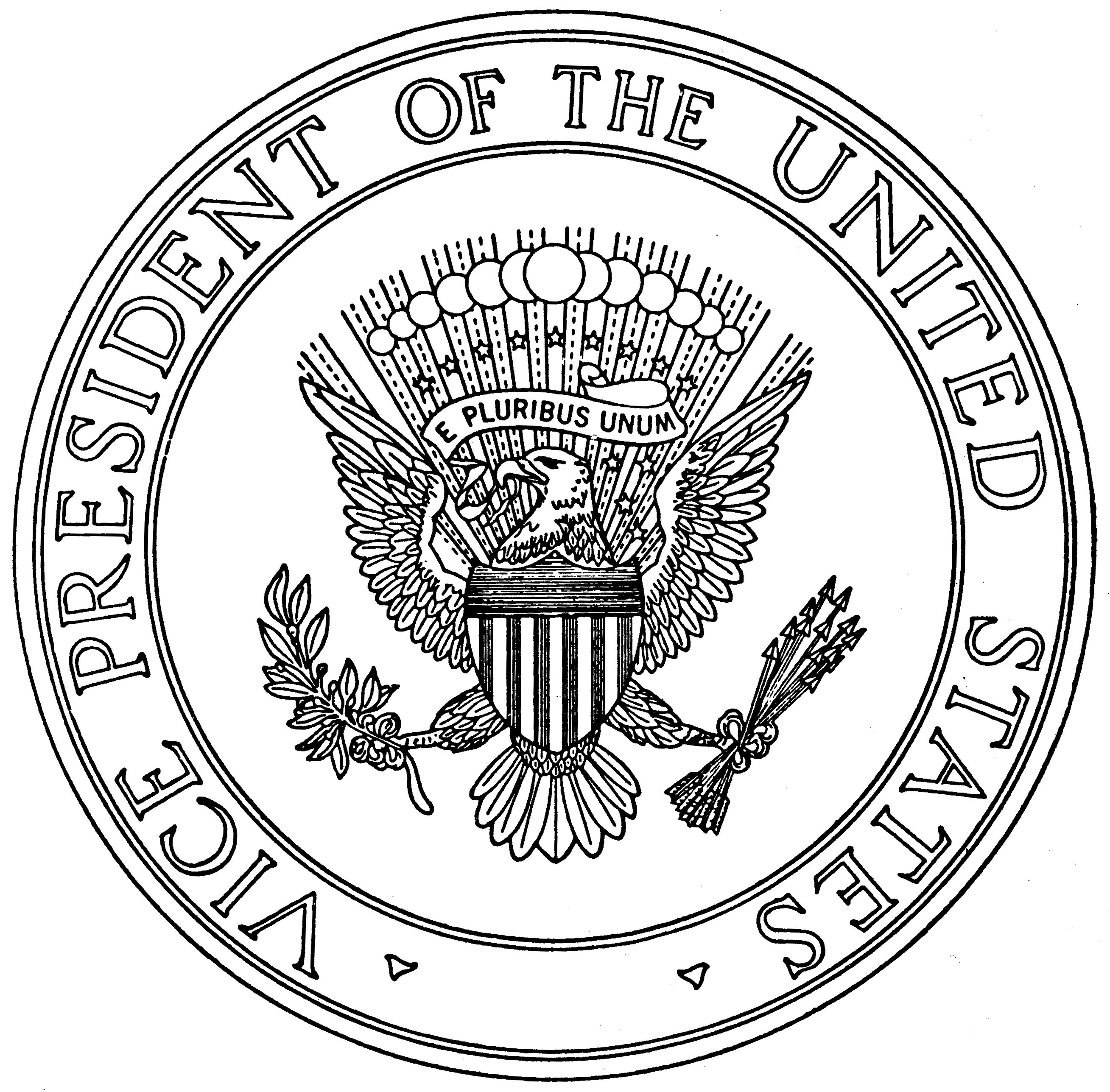
Ilustración de la orden ejecutiva de 1975

A algunos de los vicepresidentes posteriores no les gustó el diseño del sello de 1948. Hubert Humphrey solía comentar que la importancia relativa del cargo de vicepresidente se podía medir por el "águila caída" en el sello, y Nelson Rockefeller (designado por Gerald Ford) dijo en público que era "estéticamente muy débil" y en privado se quejó con sus amigos de que parecía una "codorniz herida" (o en algunas versiones del cuento una "perdiz herida").
Rockefeller se propuso cambiar el sello. Con el permiso de Ford, le pidió al Instituto de Heráldica del Ejército de los Estados Unidos que ideara un nuevo diseño. Después de varios meses de trabajo, donde una veintena de modelos fueron rechazados, Ford emitió la orden ejecutiva 11884, el 29 de octubre de 1975, que redefinió el escudo de armas, el sello y la bandera del vicepresidente.
El nuevo diseño era un águila mucho más completa, con trece flechas y una rama de olivo llena. Se eliminó el anillo de estrellas, pero por lo demás la descripción escrita (blasón), así como los dibujos reales, eran esencialmente idénticos al escudo de armas presidencial, excepto por algunas diferencias en los colores. Los dibujos y pinturas oficiales fueron realizados por ilustradores de la División de Diseño e Ilustración del Instituto de Heráldica del Ejército de los EE. UU., bajo la supervisión de Charles A. Reynolds.
La Oficina de Grabado e Impresión completó los troqueles de sello reales en julio de 1976. Había dos troqueles de sello hechos con contratintas y prensas manuales para fijar impresiones de cera a los documentos oficiales; uno en la oficina del vicepresidente y otro en el Senado. Estos tenían 1+3/4 de pulgada (4,4 cm) de diámetro. La Oficina también fabricó siete troqueles de estampado más pequeños, con tamaños que van desde 3⁄8 a 3⁄4 pulgadas (1 a 1,9 cm), utilizado para imprimir facsímiles en invitaciones, papelería y similares.
Rockefeller quedó satisfecho con el resultado; le escribió a Ford una nota de agradecimiento que mencionaba "como sabes, el arte y la estética son mi debilidad". El sello no ha cambiado desde entonces.